# Puaikura FC
Puaikura Football Club – klub piłkarski z Wysp Cooka. Występuje w I lidze Wysp Cooka w piłce nożnej. W 2013 roku zmienił nazwę z Arorangi FC na Puaikura FC.
Klub ten 2 razy zdobywał mistrzostwo Wysp Cooka.

## Stadion
Puaikura FC rozgrywa swoje mecze na Raemaru Park.

## Sukcesy
- I liga Wysp Cooka (2×): 2013, 2016[3]
- Puchar Wysp Cooka (2×): 2016, 2017[3]